# Agrahara Somarasanahalli, Kolar
Agrahara Somarasanahalli là một làng thuộc tehsil Kolar, huyện Kolar, bang Karnataka, Ấn Độ.